# Coenagrion lanceolatum
Coenagrion lanceolatum is een libellensoort uit de familie van de waterjuffers (Coenagrionidae).
De wetenschappelijke naam van de soort werd in 1872 als Agrion lanceolatum gepubliceerd door Edmond de Sélys Longchamps.

## Synoniemen
- Coenagrion simillimum Bartenev, 1912